# Vicente Arenari
Vicente Arenari Filho (* 23. März 1935 in Natividade (RJ); † 14. Juli 2013 ebenda) war ein brasilianischer Fußballtrainer und Fußballspieler. Er wurde als Außenverteidiger eingesetzt und erreichte mit dem EC Bahia die erste nationale Meisterschaft, welche aber erst 2010 anerkannt wurde.

## Karriere

### Als Spieler
Vicente erhielt seine fußballerische Ausbildung beim Americano FC (RJ) und dem CR Flamengo in seiner Heimatstadt. 1954 schaffte er bei Flamengo den Sprung in den Profikader. 1955 konnte Vicente mit dem Klub die Staatsmeisterschaft von Rio de Janeiro gewinnen. Nachdem er sich im Kader nicht durchsetzen konnte, kamen 1956 Überlegungen auf, ihn an den EC Bahia für 100 Millionen Cruzeiro zu verleihen. Zur Überraschung von Fadel Fadel, dem Vizepräsidenten von Flamengo, und Manuel Fleitas Solich, deren Trainer, wollte der Abgesandte von Bahia den Spieler nicht ausleihen, sondern ablösen. Sie kamen dem Vorschlag nach.
Seinen ersten Einsatz für Bahia bekam Vicente 22. April 1956 in einem Spiel um die Staatsmeisterschaft von Bahia gegen den Fluminense de Feira FC (0:1). Der Klub trat in der Taça Brasil 1959 an, der ersten Austragung eines nationalen Fußball-Wettbewerbs in Brasilien. Bahia erreichte hier das Finale, wo es auf den FC Santos, einen zu der Zeit besten Klubs der Welt, mit zahlreichen Ausnahmespielern wie Pelé, traf. Nachdem jeder Klub ein Spiel gewonnen hatte, musste der Meister in einem Entscheidungsspiel ermittelt werden. Santos hatte aber zu Jahresbeginn 1960 eine Europareise organisiert, so dass das Spiel erst Ende März ausgetragen werden konnte. In diesem gelang ihm in der 37. Minute das Tor zum 1:1 (Endstand 3:1). Im Zuge der Meisterschaft bestritt Vicente 12 von 14 möglichen Spielen. Der Sieg in der Meisterschaft qualifizierte den Klub zur Teilnahme an der Copa Campeones de América 1960. Hier traf der Klub auf den Club Atlético San Lorenzo de Almagro. Vicente kam im Hinspiel zum Einsatz, konnte aber die Niederlage nicht verhindern (0:3). Nachdem er in dem Spiel in der 89. Minute die rote Karte erhielt, konnte er im Rückspiel nicht antreten. In dem Jahr kam Vicente für beinahe eine Rückkehr nach Rio de Janeiro zustande. Seine guten Leistungen veranlassten den Botafogo FR seinen Trainer Paulo Amaral nach Salvador zu senden, um mit Klub und Spieler Verhandlungen zu führen. Allerdings traf er ein paar Tage nach Vicentes Vertragsverlängerung mit Bahia ein und musste vergebens wieder abreisen.
Im Dezember 1962 gab die SE Palmeiras ein Wechselangebot ab. Vicente trat für den Klub im Wesentlichen als Innenverteidiger oder linker Außenverteidiger an. Während des Torneio Rio-São Paulo 1963 erlitt er eine schwere Verletzung, kehrte aber in Form zurück, um im selben Jahr die Staatsmeisterschaft von São Paulo. Nach einem Kreuzbandriss verließ er 1965 den Klub. Von 1963 bis 1965 trat Vicente für Palmeiras, in der Zeit soll er 49 Spiele (31 Siege, 10 Unentschieden, 8 Niederlagen) bestritten haben. Sein einziges Tor für den Klub erzielte er bei einem 2:2 in einem Freundschaftsspiel gegen Sport Boys aus Peru im Estadio Nacional.
Seine letzte Station wurde der Nacional AC (SP), wo er 1967 seine aktive Laufbahn beendete.

### Als Trainer
Direkt im Anschluss an seine letzte Station übernahm beim Nacional AC 1968 seine erste Tätigkeit als Trainer. Dem schlossen sich diverse weitere Stationen an. So von 1981 bis 1983 beim EC Comercial (MS). 1985 kam er zu Palmeiras São Paulo, wo er zunächst im Nachwuchsbereich tätig war und noch im selben Jahr die Profis übernahm. Bis zu seiner Kündigung 1986 bei Palmeiras hatte er in 20 Spielen sieben Siege, sechs Unentschieden und sieben Niederlagen auf dem Konto. Er galt als Förderer von Talenten wie zum Beispiel Edu Manga oder Gérson Caçapa. 1992 war Vicente für 43 Spiele Trainer beim CE Bento Gonçalves. Noch bis 1997 betreute er noch mehrere Klubs.

## Trivia
Vicentes war Sohn einer Brasilianerin und eines Italieners wurde zwar in Natividade im Landesinneren von Rio de Janeiro geboren. Aber er hat seinen ersten Geburtstag bereits in Campos dos Goytacazes verbracht. Früh wurde er zum Fußballfan, sehr zum Entsetzen seines Vaters. Der Vater zog es vor, die neun Kinder, insbesondere die sechs Jungen, in der Nähe des Familienladens oder der Spirituosenvertriebsfirma zu haben. Er erlaubte Vicente aber ohne Umstände dem Americano FC beizutreten.
Léo Briglia einer seiner Mitspieler bei Bahia, sagte in einem Statement im Film „Bahia Minha Vida“ (Bahia mein Leben), dass es Vicente verdiene, wenn Bahia auch ihm zu Ehren eine Statue errichten würde.
Vicente gab lange Zeit Fußballunterricht bei Nacional AC für bedürftige Kinder. Er war außerdem Mitarbeiter des Rathauses von São Paulo und des Fußballverbandes Paulista und war Teil der Spielerkooperative, die am Stadtrand von São Paulo Fußball unterrichtete.
Am 30. April 2013 wurde Vicente auf der Intensivstation des Krankenhauses São José do Avaí in Natividade stationär aufgenommen und am 14. Juli sein Tod bekannt gegeben. Als Todesursache von Vicente wurde ein Herzinfarkt genannt. Er hatte zwei Kinder und vier Enkelkinder.

## Erfolge

### Als Spieler
Flamengo
- Staatsmeisterschaft von Rio de Janeiro: 1955

Bahia
- Staatsmeisterschaft von Bahia: 1956, 1958, 1959, 1960, 1961, 1962
- Campeonato Brasileiro de Futebol – Meister: 1959

Palmeiras
- Staatsmeisterschaft von São Paulo: 1963

### Als Trainer
Flamengo
- Torneio Gilberto Cardoso: 1955

Bahia
- Taça da Amizade: 1959
- Torneio Quadrangular: 1962
- Taça Walter Passos: 1962

Ferroviária
- Torneio Quadrangular de Campo Grande: 1974[4]

Palmeiras
- Torneio Pentagonal de Guadalajara: 1963
- Torneio de Firenze: 1963
- Troféu Piratininga – Quadrangular dos Grandes Clubes: 1963 e 1965
- Taça Saprissa: 1964
- Copa IV Centenário do Rio de Janeiro: 1965
- Taça Independência: 1965
- Taça Rio Grande do Sul: 1965
- Torneio de Classificação Rio-São Paulo: 1965